# Красная Гора (Бабаевский район)
Кра́сная Гора́ (вепс. Jušag) — деревня в Бабаевском районе Вологодской области России.
Входит в состав Пяжозерского сельского поселения, с точки зрения административно-территориального деления — в Пяжозерский сельсовет.
Расстояние по автодороге до районного центра Бабаево — 121,5 км, до центра муниципального образования посёлка Пяжелка — 20,5 км. Ближайшие населённые пункты — Григорьевская, Заречье, Никитинская, Погорелая, Тарасовская.
По переписи 2002 года население — 47 человек (19 мужчин, 28 женщин). Основные национальности — русские (26 %), вепсы (74 %).